# Jardin exotique et botanique de Roscoff
Le Jardin exotique et botanique de Roscoff (1,6 hectare) est un jardin situé à Roscoff (Finistère). Il est ouvert tous les jours ; un droit d'entrée est facturé.

## Historique et description
Le jardin a vu le jour en 1986 lorsque le département du Finistère a acheté le piton rocheux Roc'h Hievec, haut de 18 mètres, qui jouit d'un point de vue remarquable sur la baie de Morlaix, et un groupe d'amateurs intéressés par les plantes subtropicales a décidé de créer un jardin sur place. Il est classé jardin remarquable par le Ministère de la Culture.

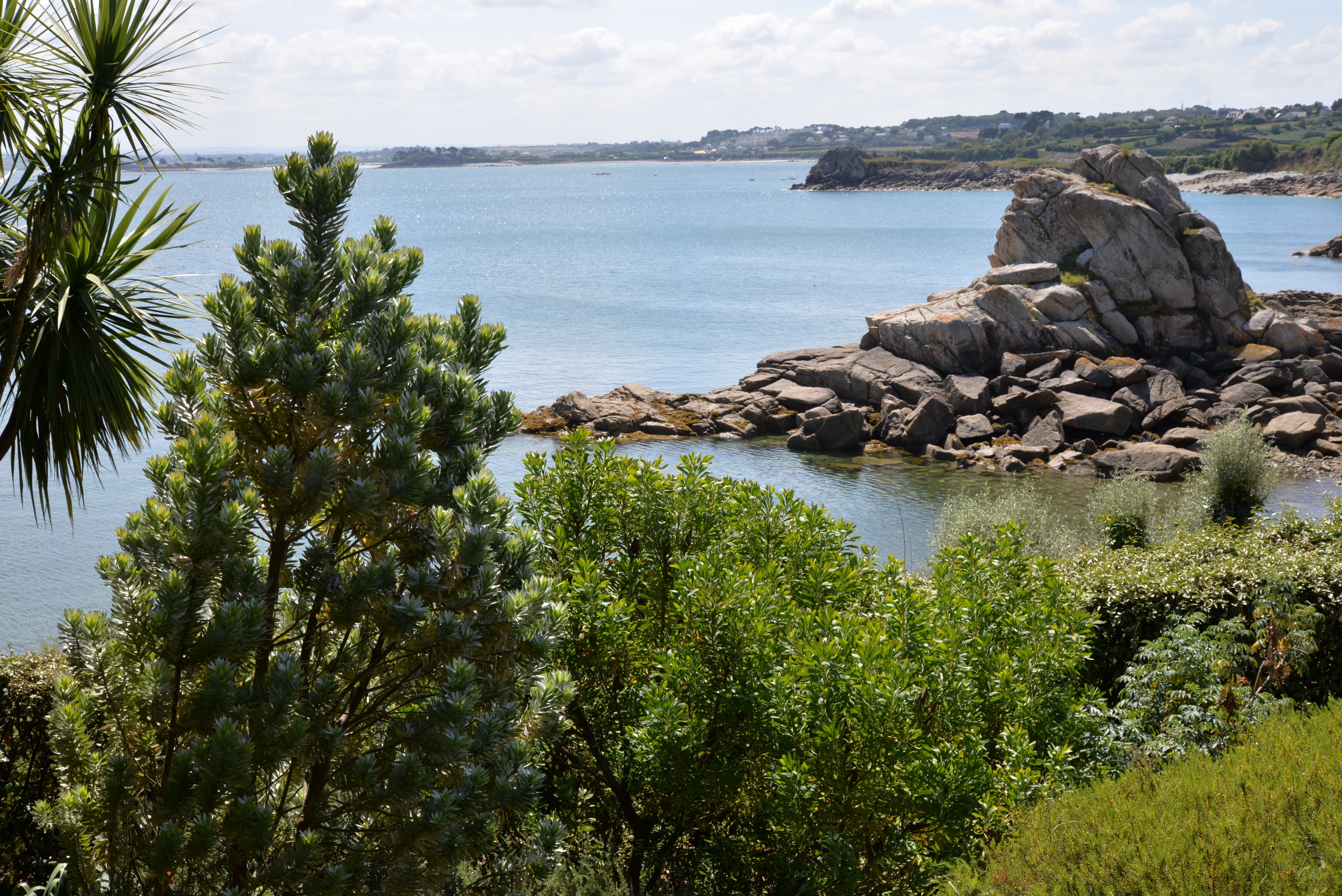
Le rocher Roc'h Hievec et la vue sur la baie de Morlaix.
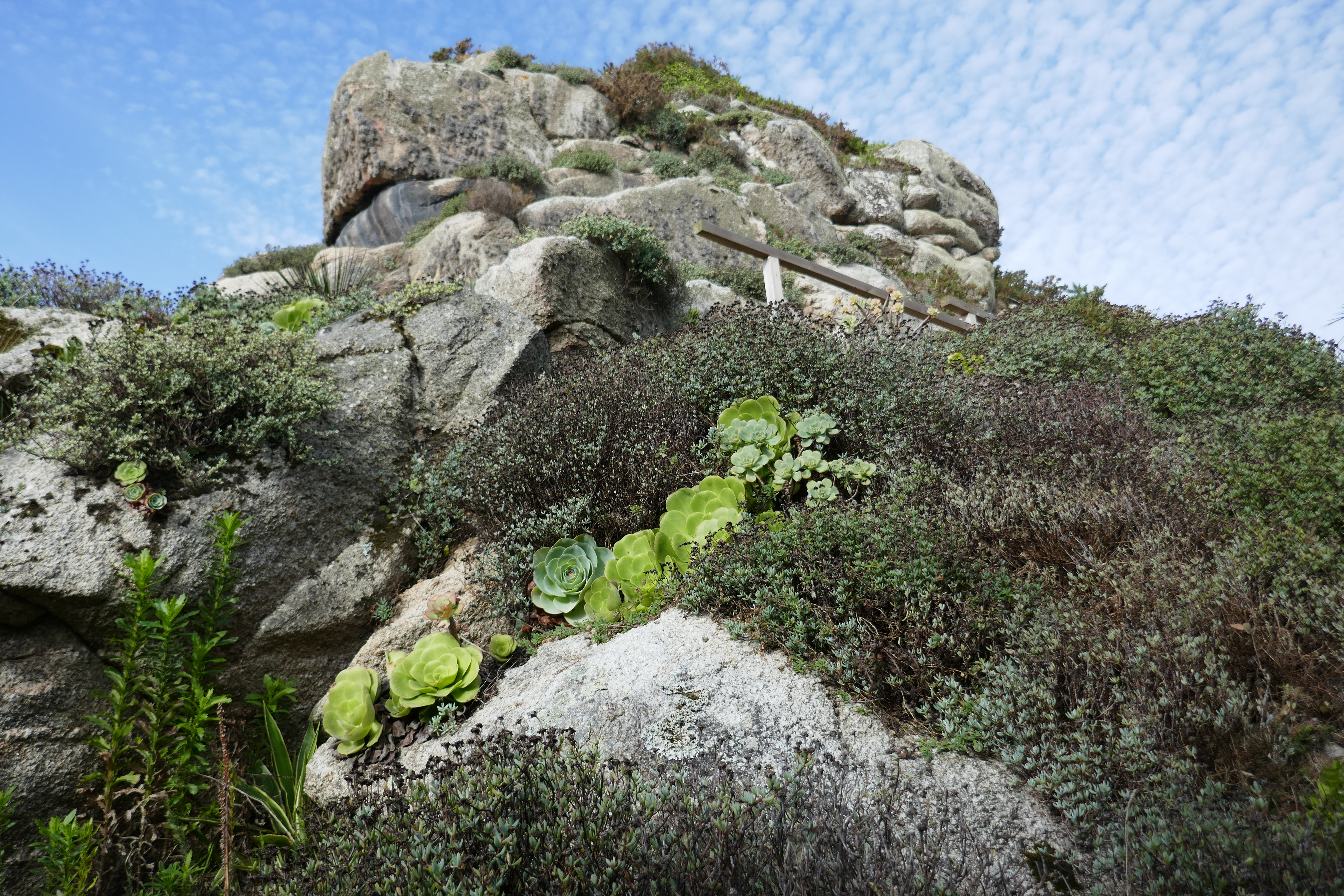
Le rocher Roc'h Hievec.
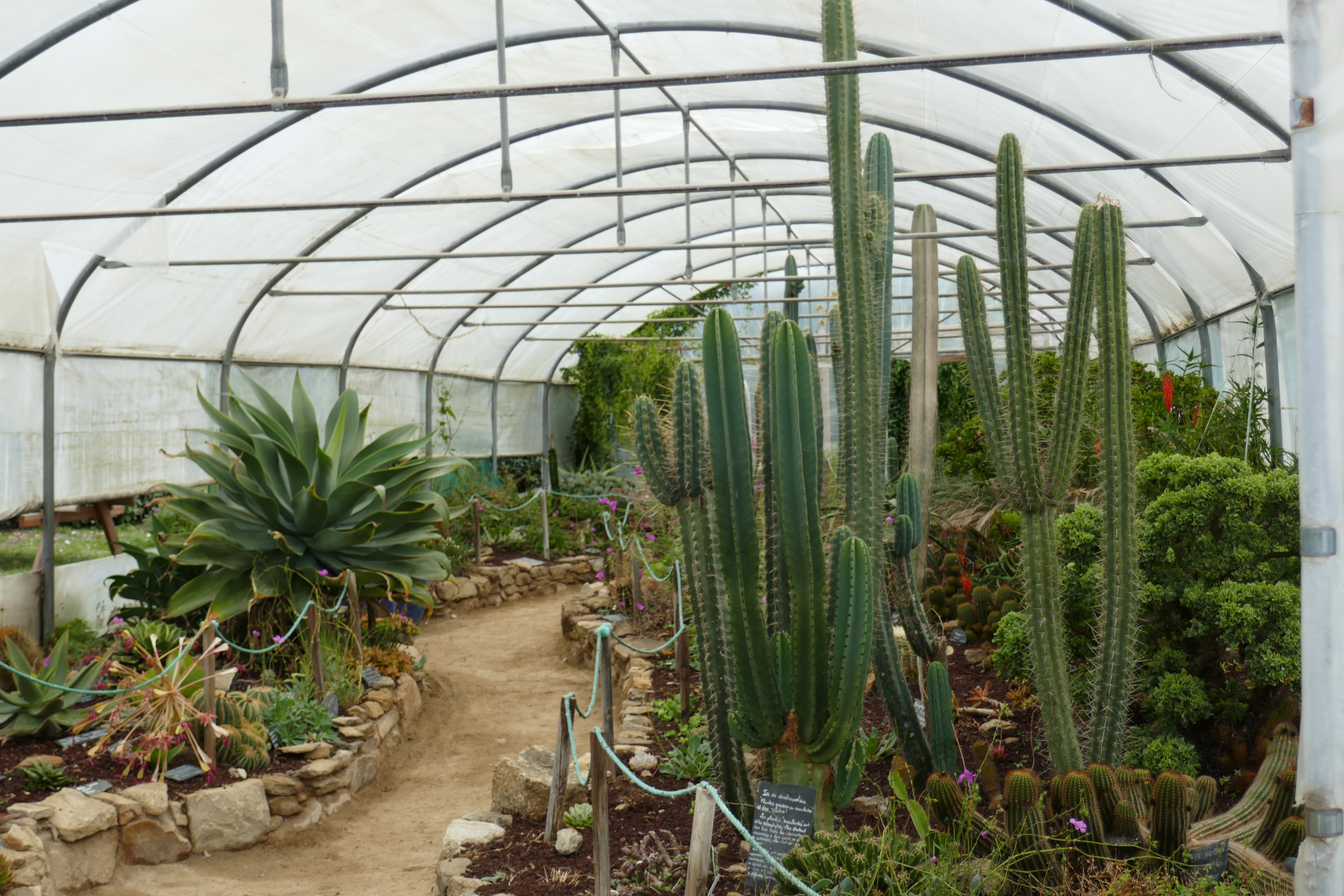
La serre du jardin exotique.

Aujourd'hui, le jardin, vaste de 16 000 m2, contient environ 3 350 plantes dont certaines de l'hémisphère sud, (Australie, Nouvelle-Zélande, Amérique du Sud, Afrique du Sud) , mais aussi d'ailleurs (îles Canaries, Madère , etc..). Les collections comprennent des acacias, agaves, aloès, cactus, echiums, eucalyptus , géraniums Pelargonium, fuchsias , palmiers, passiflores, yuccas, etc. Le jardin abrite des cascades, bassins et fontaines, rocailles de cactus, d'agaves et d’aloès, ainsi qu'une serre de succulentes et de cactées.

## Les principales plantes présentes
- - Restionaceae ([intérêt national CCVS 2005).
  - Aeonium (intérêt national CCVS 2007).
  - Protea (agrément CCVS 2005).
  - Kniphofia (agrément CCVS 2005).
  - Melianthus (agrément CCVS 2005).
  - Les inflorescences de rince-bouteilles, Grevillea, Hakea, Hebe, Kniphofia, Banksia…
  - Les odorants eucalyptus (plus de 100 espèces différentes), Pittosporum, Melaleuca…
  - Les stipes des fougères arborescentes et des palmiers…
  - Les succulentes cactées, agaves, aloès, sedums du Mexique, crassulas d'Afrique du Sud…
  - Les bulbeuses Amaryllis belladonna, fleurs de la passion…
  - Les éphémères Echium des Canaries, Senecio elegans…

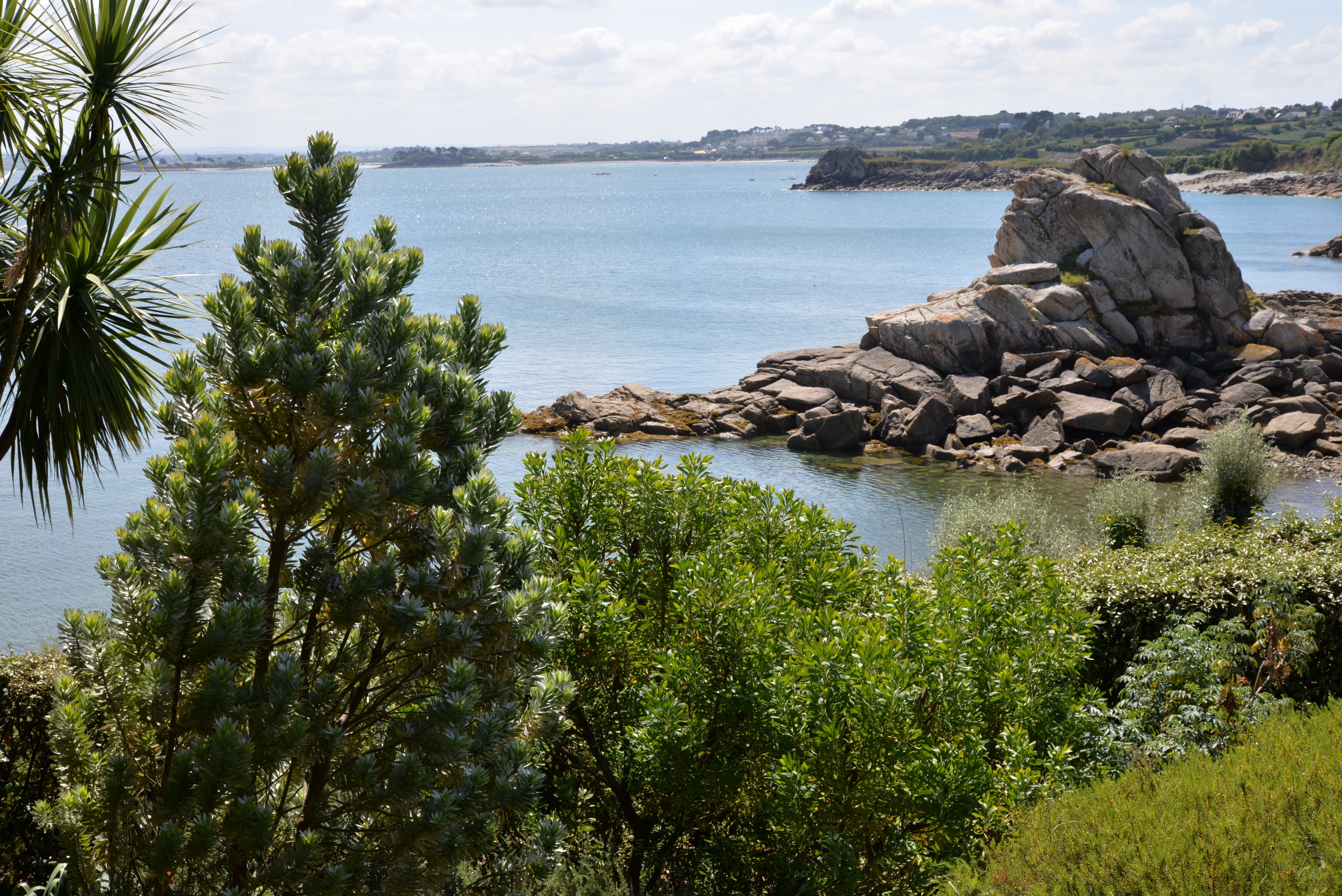
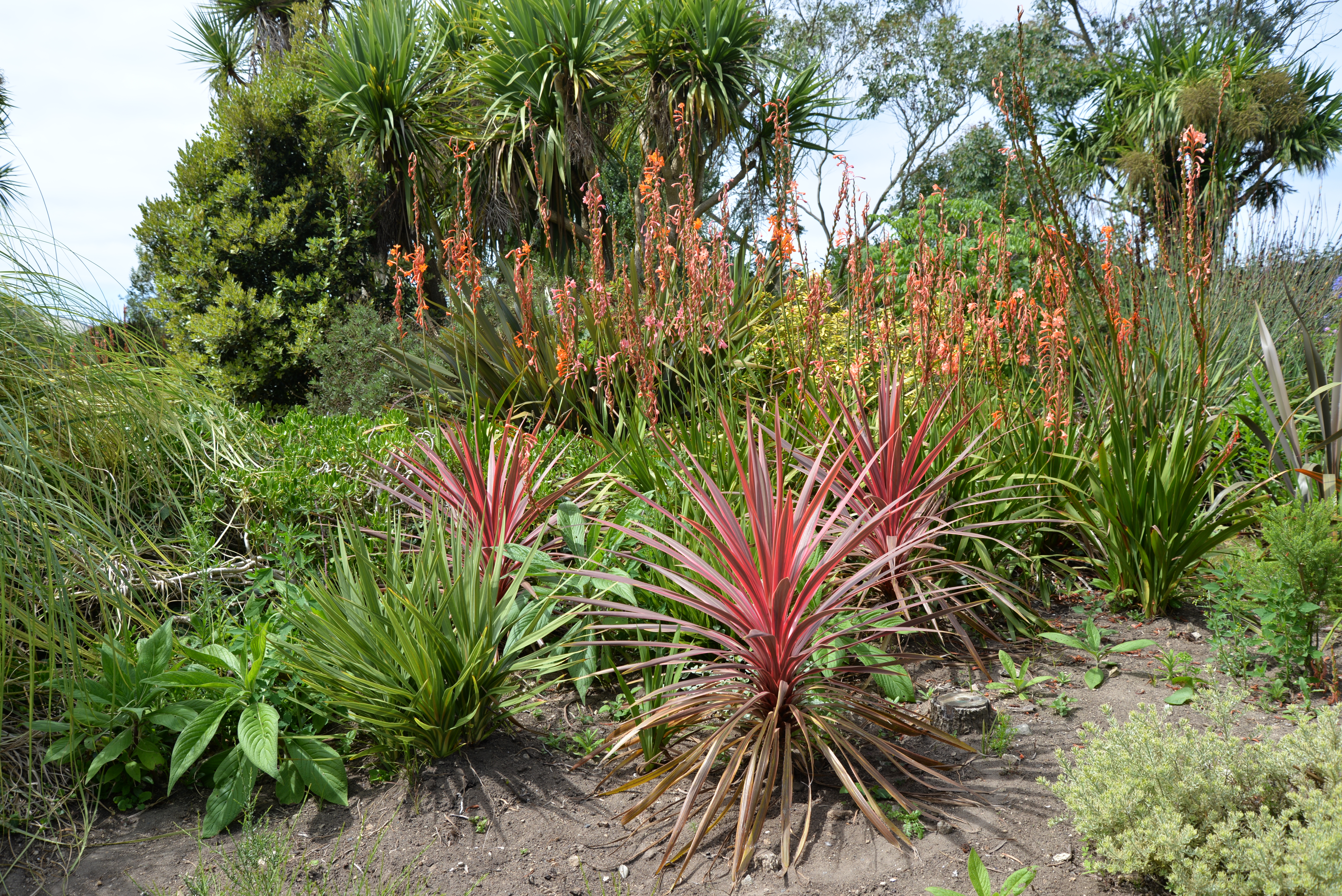
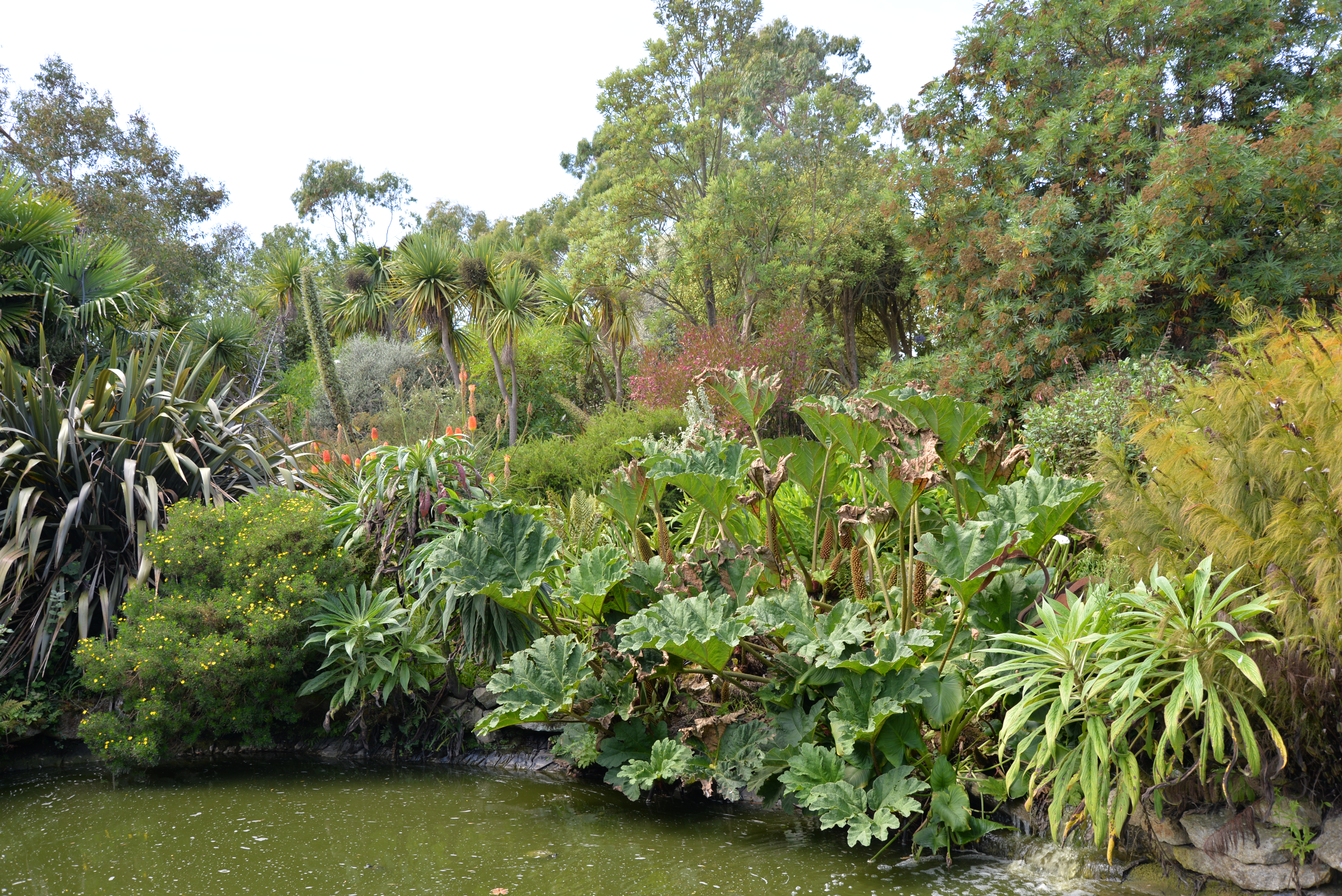
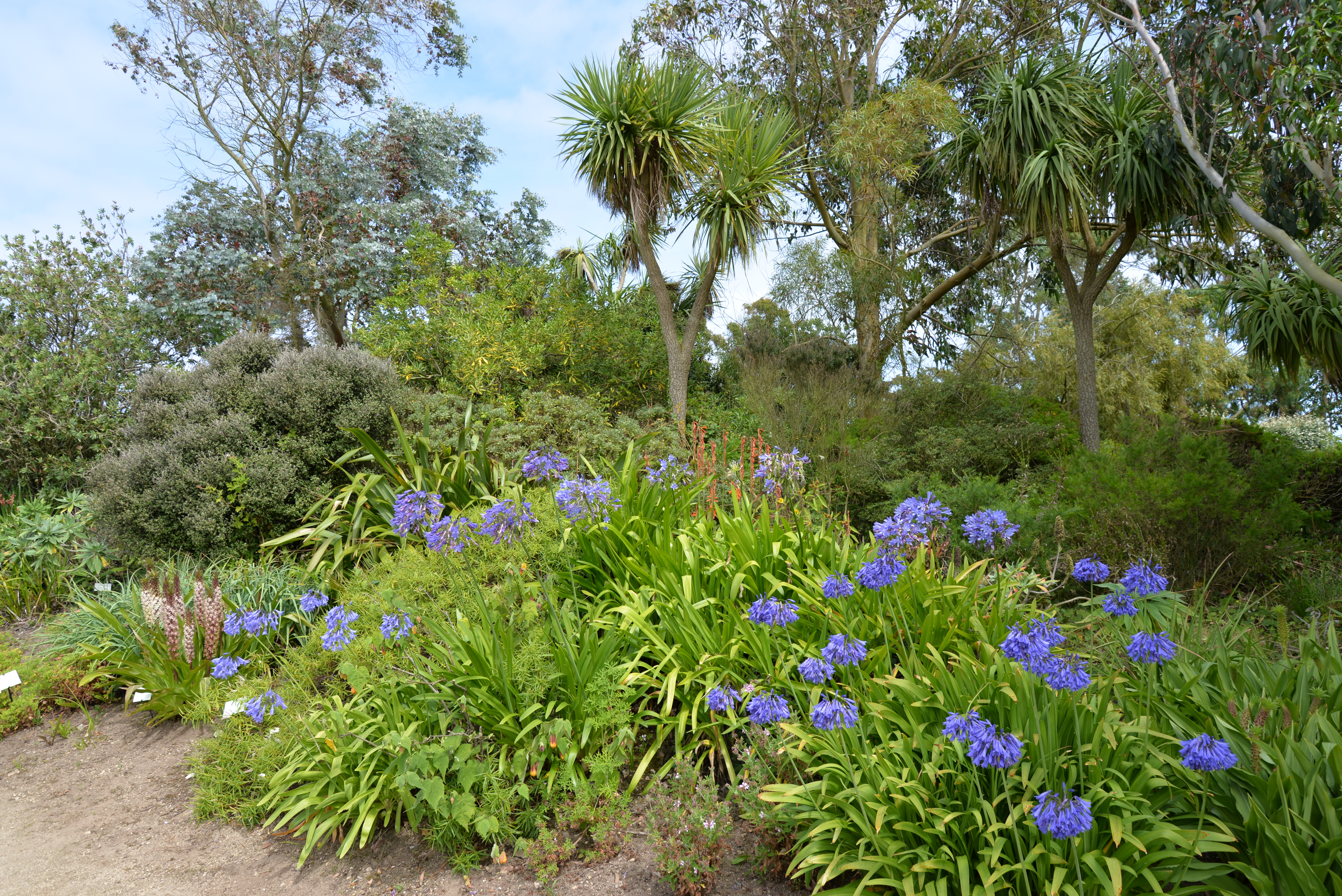
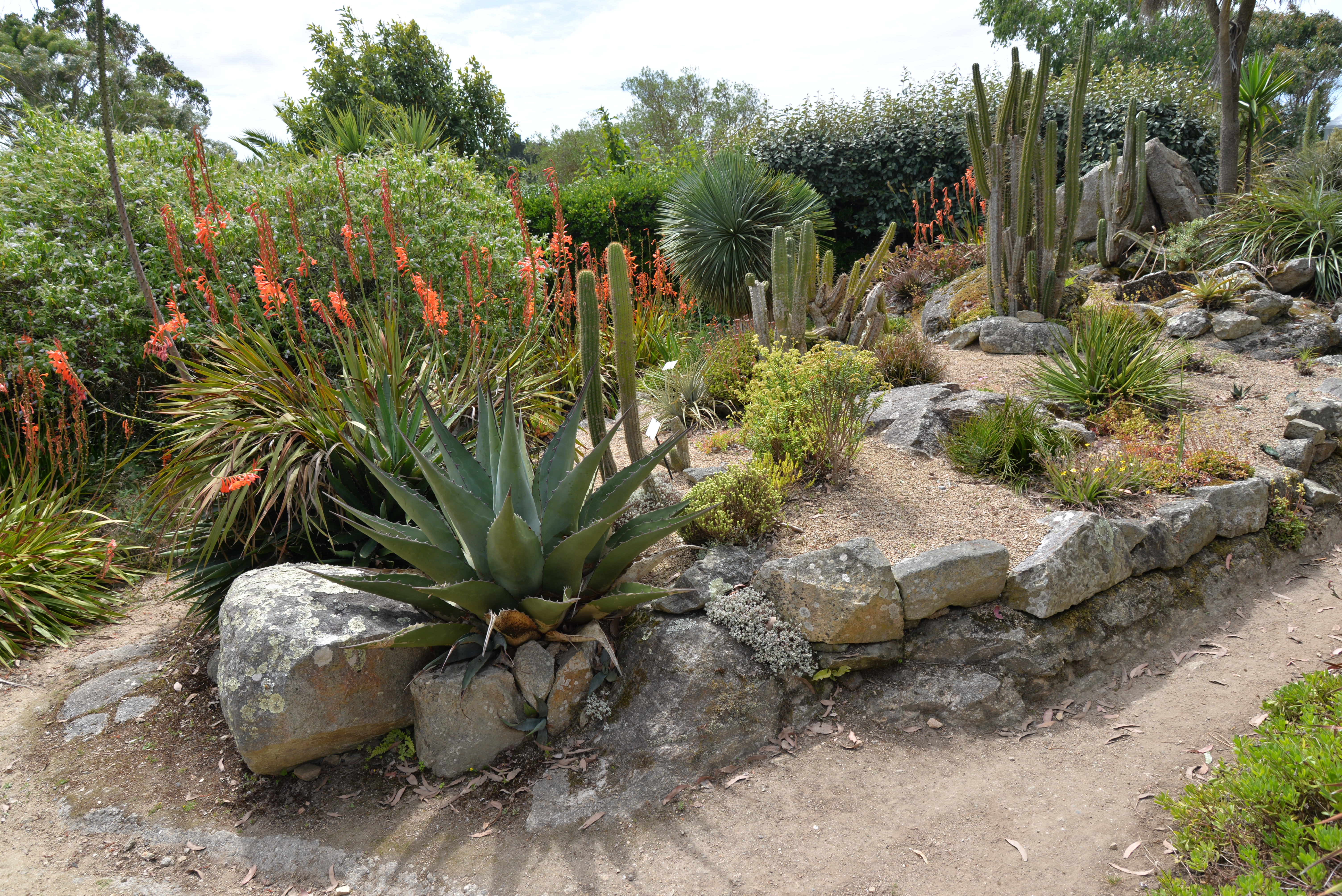
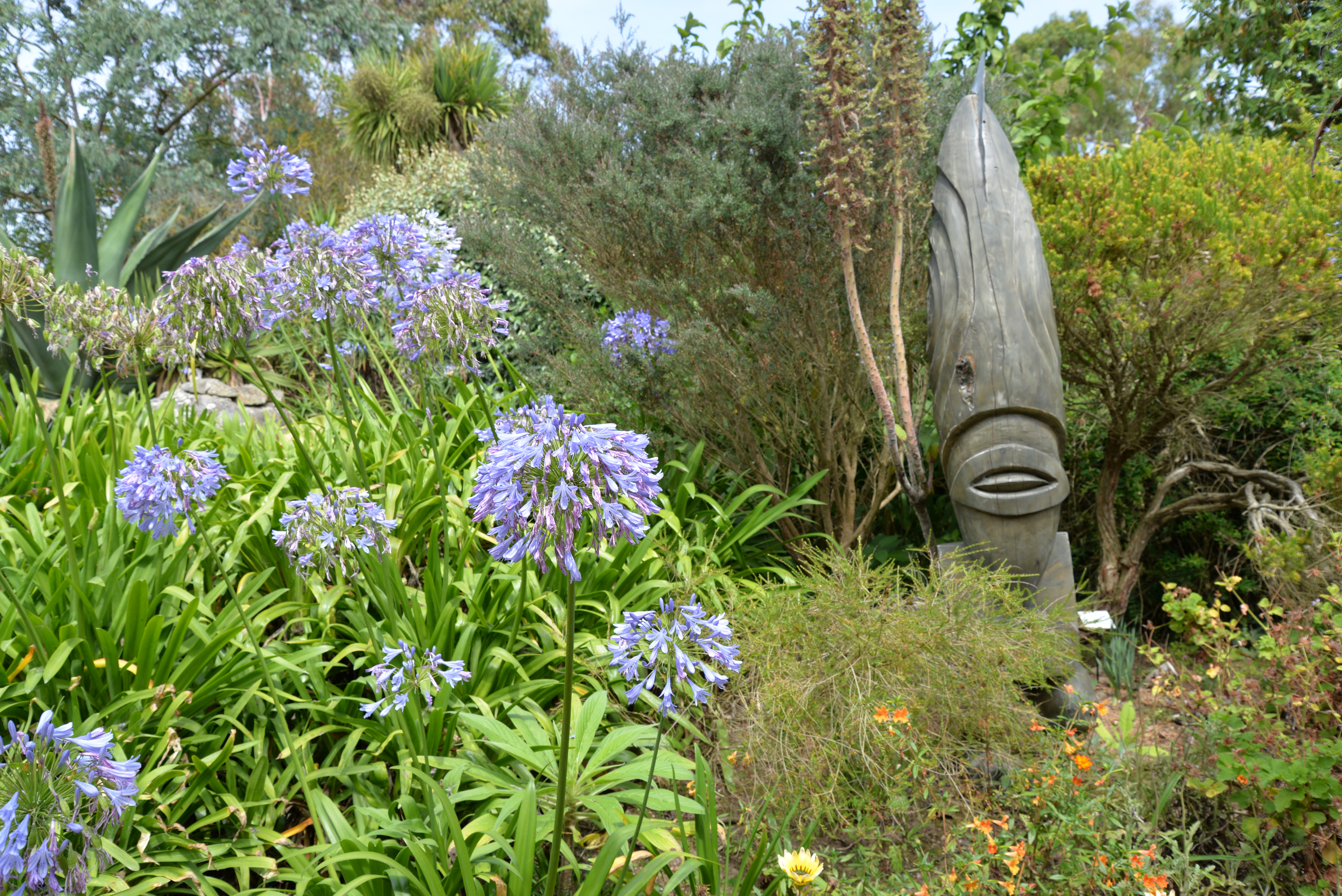
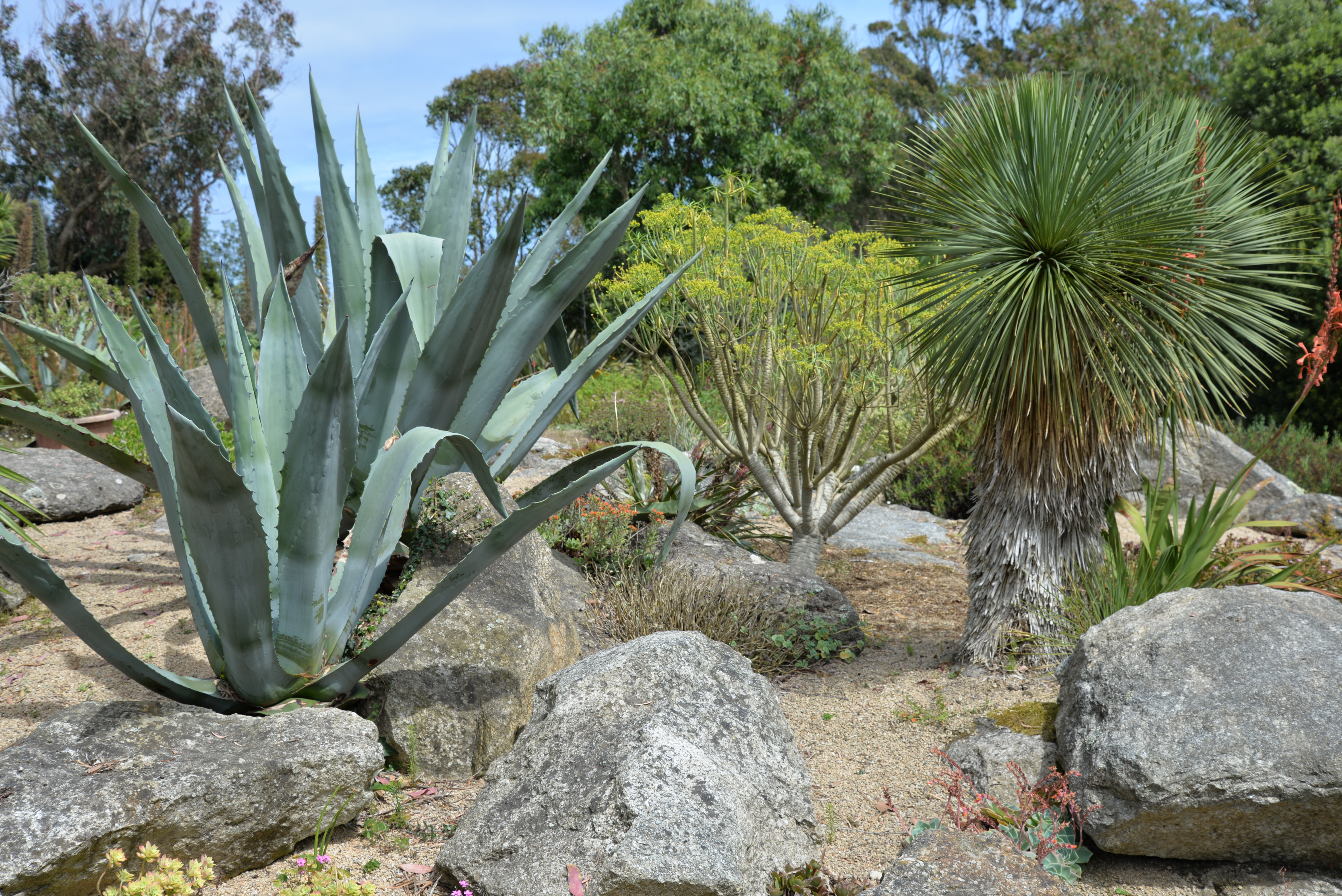
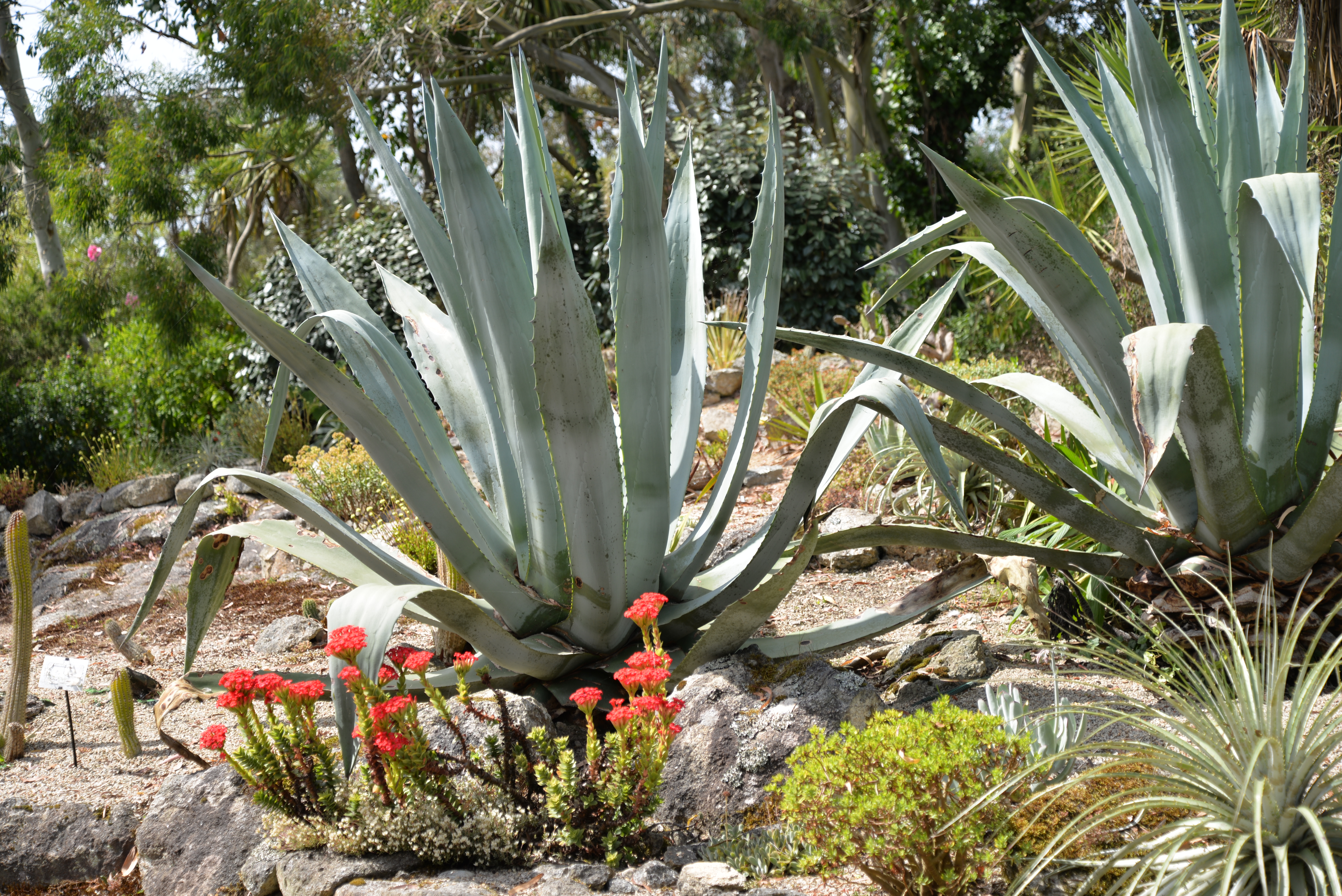
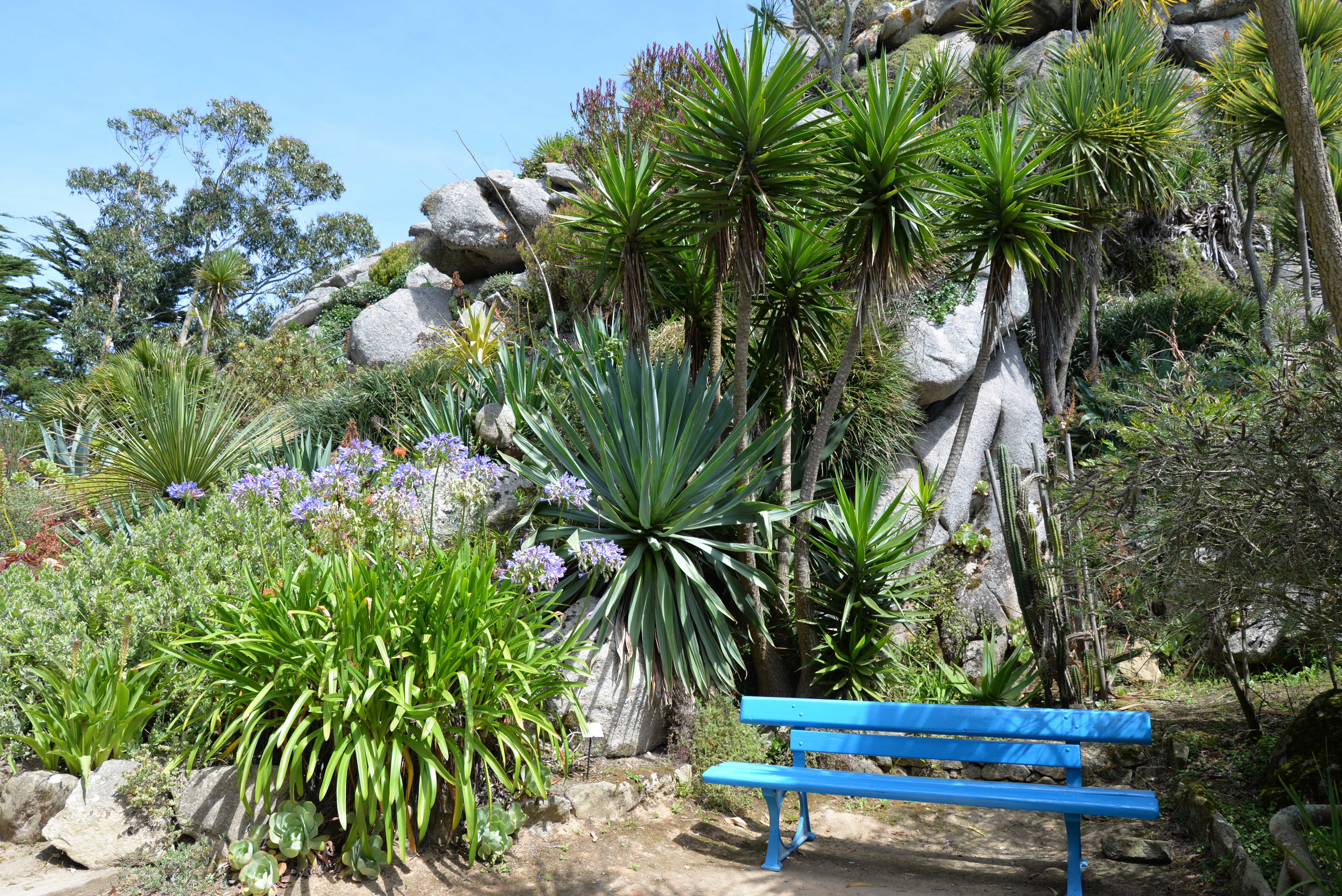